# Kaneto Shindō
Kaneto Shindō (jap. 新藤 兼人 Shindō Kaneto; ur. 22 kwietnia 1912 w Hiroszimie, zm. 29 maja 2012 w Tokio) – japoński reżyser, scenarzysta, dyrektor artystyczny i producent filmowy. Wyreżyserował 48 filmów i napisał 238 scenariuszy.
Shindō był jednym z czołowych twórców kina japońskiego. Tworzył kino niezależne unikając wielkich wytwórni filmowych i samodzielnie realizował scenografie i scenariusze swoich filmów. W początkach kariery był asystentem reżysera Kenji Mizoguchiego, który pozostawał zawsze dla Shindō mistrzem i wzorem do naśladowania.
Zrealizował kilka filmów poświęconych zrzuceniu bomby atomowej na Hiroszimę w 1945 (np. Dzieci Hiroszimy). Z uznaniem spotykały się także wyreżyserowane przez niego filmy grozy, których akcja rozgrywa się w dawnej Japonii (m.in. Kobieta-diabeł, Czarny kot). Realizował także współczesne dramaty podejmujące problemy społeczne i psychologiczne.
Pozostawał aktywny zawodowo niemal do końca życia. Swój ostatni film Ichimai no hagaki zrealizował w 2010, mając 98 lat i poruszając się na wózku inwalidzkim. Film ten został zgłoszony jako japoński kandydat do Oscara w kategorii Najlepszego filmu nieanglojęzycznego, ale ostatecznie nie otrzymał nominacji.
Laureat Nagrody Asahi za 1975 rok.
Zmarł w swoim domu w Tokio miesiąc po 100. urodzinach.

## Wybrana filmografia (reżyser)
- Dzieci Hiroszimy (1952)
- Ponieważ kocham (1953)
- Wilk (1955)
- Naga wyspa (1960)
- Matka (1963)
- Kobieta-diabeł (1964)
- Niegodziwiec (1965)
- Dziewczęta z Kioto (1967)
- Czarny kot (1968)
- Żyjmy dzisiaj, umierajmy jutro! (1970)
- Życie Chikuzana (1977)
- List pożegnalny (1995)
- Witalność (1999)
- Aktor drugoplanowy (2000)